# Новая галерея (Грац)
Новая галерея в Граце (нем. Neue Galerie Graz) — художественный музей в австрийском городе Грац, основанный в 1941 году; является частью музейного комплекса «Йоаннеум», специализирующейся на современном искусстве — появилась в результате разделения «Йоаннеума» на «старую» и «новую» части; коллекция включает в себя произведения, созданные c конца XIX века до наших дней; в 2011 году, по финансовым причинам, была организационно объединена с местным музеем Кунстхауc; регулярно проводит выставки и конференции.

## История и описание

### История
Новая Галерея была создана в Граце в 1941 году — при разделении музея «Йоаннеум», основанного в 1811 году, на «старую» и «новую» части; последняя приняла в свои фонды работы XIX и XX веков, разместившись во дворце Герберштейна (Palais Herberstein) на улице Закштрассе, в доме 16. Здание городского дворца было построено в стиле барокко в середине XVIII века — по проекту архитектора Йозефа Хюбера (1717—1787). Когда существование дворца было поставлено под угрозу (был составлен проект его сноса), здание было «спасено» первым директором галереи Гансом Рилем, которому удалось добиться переоборудования дворцового комплекса под нужды музея. Следующими директорами Новой галереи были Вальтер Кошацкий (занимал данный пост в 1956—1962 годах), Трюде Альдриан (1963—1965), Уилфрид Скрайнер (1966—1992), Вернер Фенц (1993—1997), Петер Вайбель (1998) и Криста Штейнле (Christa Steinle, 1998—2011); до 2011 года Вайбель являлся главным куратором целого ряда крупных выставок.
В связи с мерами по реструктуризации музея «Joanneum», причиной которых стали финансовые сложности, Новая галерея Граца была в 2011 году административно объединена с музеем современного искусства Кунстхауc — в котором был создан отдел «Moderne und zeitgenössische Kunst»; главой отдела стал Петер Пеер (Peter Peer). В том же, 2011, году состоялся переезд галереи на новом месте — в комплекс зданий (квартал) «Joanneumsviertel».

### Коллекция и деятельность
Коллекция Новой галереи включает в себя произведения, созданные от конца XIX века до наших дней: основой коллекции работ XIX века являлись собрание эрцгерцога Иоганна Баптиста Австрийского, серия пожертвований галерее, а также — художественные фонды императорской семьи и местной знати. После Первой мировой войны коллекционная деятельность была практически полностью прервана (из-за экономической ситуации после распада Австро-Венгрии) — поэтому искусство межвоенного периода незначительно представлено в собрании; есть лишь одна работа Эгона Шиле и несколько графических произведений, созданных Густавом Климтом, Шиле и Оскаром Кокошкой.
С созданием в 1959 году премии «Joanneum Art Prize» и проведением «Международных недель живописи в Штирии» (1966—1992) коллекционная деятельность галереи значительно расширилась и интернационализировалась: сегодня коллекция содержит целую серию работ, созданных в 1970-х годах (включая и произведения концептуального искусства). Проведения биеннале «Trigon Biennale», проходившей в период с 1963 по 1995 год также способствовало пополнению музейных фондов: в них попали работы течения Флюксус и формы хеппенинг.
В XXI веке галерея считает своей «культурной миссией» информирование общественности о новых течениях в современном искусстве — посредством выставок и симпозиумов; её интересуют как ситуация на региональном, так и на национальном и международном уровнях. Руководство галереи не ограничивает современное искусство только живописью: оно собирает и выставляет «все средства художественного выражения» — такие как живопись, скульптура, фотография, видео-арт и киноискусство, инсталляции и архитектурные работы. Молодые художники становятся частью выставочной программы галереи, наравне с известными авторами; Феликс Гонсалес-Торрес, Рудольф Штингель, Пипилотти Рист, Сильви Флери, Уильям Кентридж и Олафур Элиассон имели свои персональные выставки в галерее до получения ими широкой известности.
С 2002 года региональные (штирийские) художники, чьи работы уже пользуются международной известностью, проводят ретроспективные персональные выставки в Граце; среди них были и Эрвин Вурм, и Гюнтер Брус. Специальная программа «Artist in Residence» предлагает возможность пожить и поработать в Граце трём современным художникам в год — а затем и представить свои произведения широкой публике. В 2013 году в галерее прошла выставка работ Вильгельма Тёни «Wilhelm Thöny. Im Sog der Moderne»; австрийский художник Вольфганг Холлега (род. 1929) представил местной публике свои работы в 2015—2016 годах, в рамках экспозиции «Die Natur ist innen. Der Maler Wolfgang Hollegha». Целый ряд выставок проводится Новой галереей в сотрудничестве с замком Герберштейн, предоставляющим свои площади для экспозиций и образовательных мероприятий.